# Палац Кокорєвих
Палац Кокорєвих — будівля, що не збереглася, на південному березі Криму, на території сучасного смт. Санаторне (Нижня Мухалатка) великої Ялти.

## Історія
1895 року Нижню Мухалатку придбав син купця В. О. Кокорєва Сергієм Васильовичем, з ініціативи якого маєток перебудовано (на гроші дружини Євдокії Вікулівни, уродженої Морозової, на чиє ім'я й було записано садибу). Для створення парку на навколишніх укосах і пустирях запрошено французького ландшафтного архітектора Едуарда Андре. Від колишніх власників збережено посадки сосни, кипарисів, магнолій, лавра та грецьку колонаду, що виходила до моря. На трьох терасах, що спускалися до моря, посаджено троянди, хризантеми, від клумби до клумби облаштовано басейни. Потім запрошено відомого ялтинського архітектора Оскар Емільовича Вегенера (один із будівельників Масандрівського палацу), під керівництвом якого збудовано палац у стилі флорентійської архітектури XVIII століття. На думку очевидців, це був справжній шедевр, який вирізнявся також вишуканою розкішшю внутрішнього оздоблення. Існує свого роду легенда, що Микола II після відвідин палацу побажав собі щось схоже. Усередині палац був наповнений рідкісними антикварними речами та витворами мистецтва, на стінах висіли роботи С. Ю. Судейкіна, О. Ф. Гауша, К. П. Брюллова, припускають, що там була картина А. І. Куїнджі «Місячна ніч на Дніпрі». До Першої світової війни господарі жили в маєтку майже цілий рік. У палаці було тридцять дві кімнати (з них дванадцять для обслуги), в маєтку — вісім будівель для обслуги на п'ятдесят кімнат, оранжереї, лазні, скотарня, стайні, винні підвали.

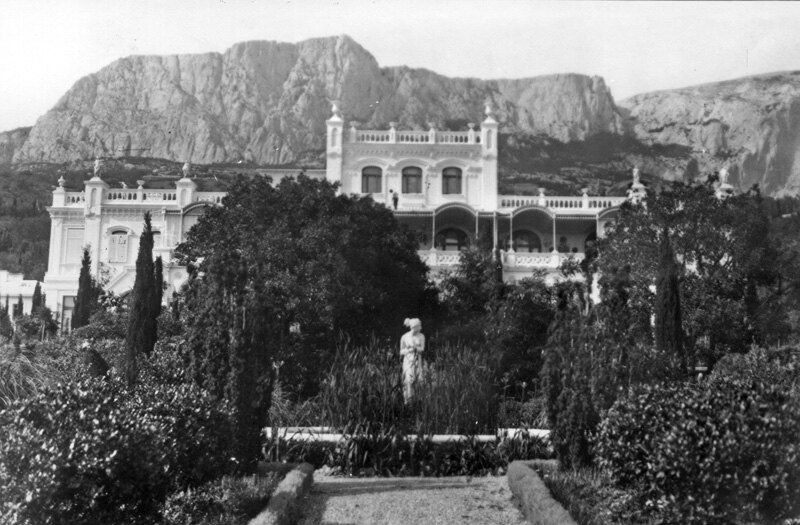
Палац Кокорєвих, 1910—1915 рік.

Після встановлення в Криму Радянської влади маєток націоналізовано, 5 грудня 1920 року описано майно, 13 січня 1921 року — передано Польовому штабу Реввійськради Республіки, 1922 року палац перейшов у відання санаторно-курортного управління і став будинком відпочинку, потім його передано РНК СРСР. У довоєнні роки використовували вище керівництво СРСР — М. В. Фрунзе, М. І. Бухарін, Н. К. Крупська, С. Орджонікідзе, а також І. В. Сталін (поки він не надав перевагу Сочі). 1941 року, під час відступу частини Червоної армії, палац підірвали зі всім його вмістом. У 1950-х роках на його місці споруджено сучасний будинок відпочинку (держдачу), також призначену для лідерів СРСР.